# Koos Staat
Jacobus (Koos) Staat (Barendrecht, 9 maart 1958) is een Nederlands predikant en auteur.
Ds. Staat stond als predikant in Munnekezijl (1983-1988), Yerseke (1988-1993), Haarlem (1993-1995) en Rijnsburg (1995-2002). Sinds juli 2002 was hij deeltijdpredikant in de PKN-kerk van Zunderdorp (50%) en voor de andere helft werkzaam bij de Stichting Diensten met Belangstellenden in Amsterdam. Vanaf 22 januari 2012 tot 1 december 2024 stond hij in de Gereformeerde Kerk te Andijk. 
Ondanks zijn pensioen gerechtigde leeftijd aanvaardde Staat hierna het ambt van Predikant in de hervormde gemeente IJmuiden west waar hij sinds 8 december 2024 werkzaam is.
Als auteur is ds. Staat vooral bekend van (dag)boekjes voor jongeren. Deze zijn uitgegeven bij uitgeverij Filippus en uitgeverij Barnabas. Daarnaast werkt Staat regelmatig mee aan radio-uitzendingen van de Evangelische Omroep.